# Île aux Cerfs
Île aux Cerfs är en del av en ö i Mauritius.   Den ligger i distriktet Flacq, i den centrala delen av landet, 30 km öster om huvudstaden Port Louis.